# Zikmund Feldmann
Zikmund Feldmann (též Sigmund, 20. března 1855 Dolní Kralovice – 8. března 1917 Kolín) byl český průmyslník a podnikatel židovského původu, majitel závodu na výrobu obuvi v Kolíně.

## Život
Narodil se v Dolních Kralovicích do židovské rodiny obuvníka Leopolda Feldmanna, který v židovské čtvrti v Kolíně provozoval od roku 1857 ševcovskou dílnu, a jeho manželky Rosalie, rozené Kleinové. Po otcově smrti roku 1886 Zikmund Feldmann dílnu převzal a nadále ji rozvíjel. Roku 1896 pak otevřel v Havlíčkově ulici na Kutnohorském předměstí nový obuvnický závod, který provozoval. Roku 1898 získala továrna titul c. k. privilegovaná, zaměstnávala až 150 dělníků a vyvážela do celé říše i do zahraničí. Feldmann také stál za výstavbou několika bloků dělnických domů, které nechal vystavět pro své zaměstnance. Další přístavba a elektrifikace továrního areálu nastala roku 1911. Firma také disponovala reprezentativními prodejnami, mj. přímo na kolínském hlavním náměstí.
Feldmann patřil mezi nejváženější a nejmajetnější členy kolínské židovské komunity.

### Úmrtí

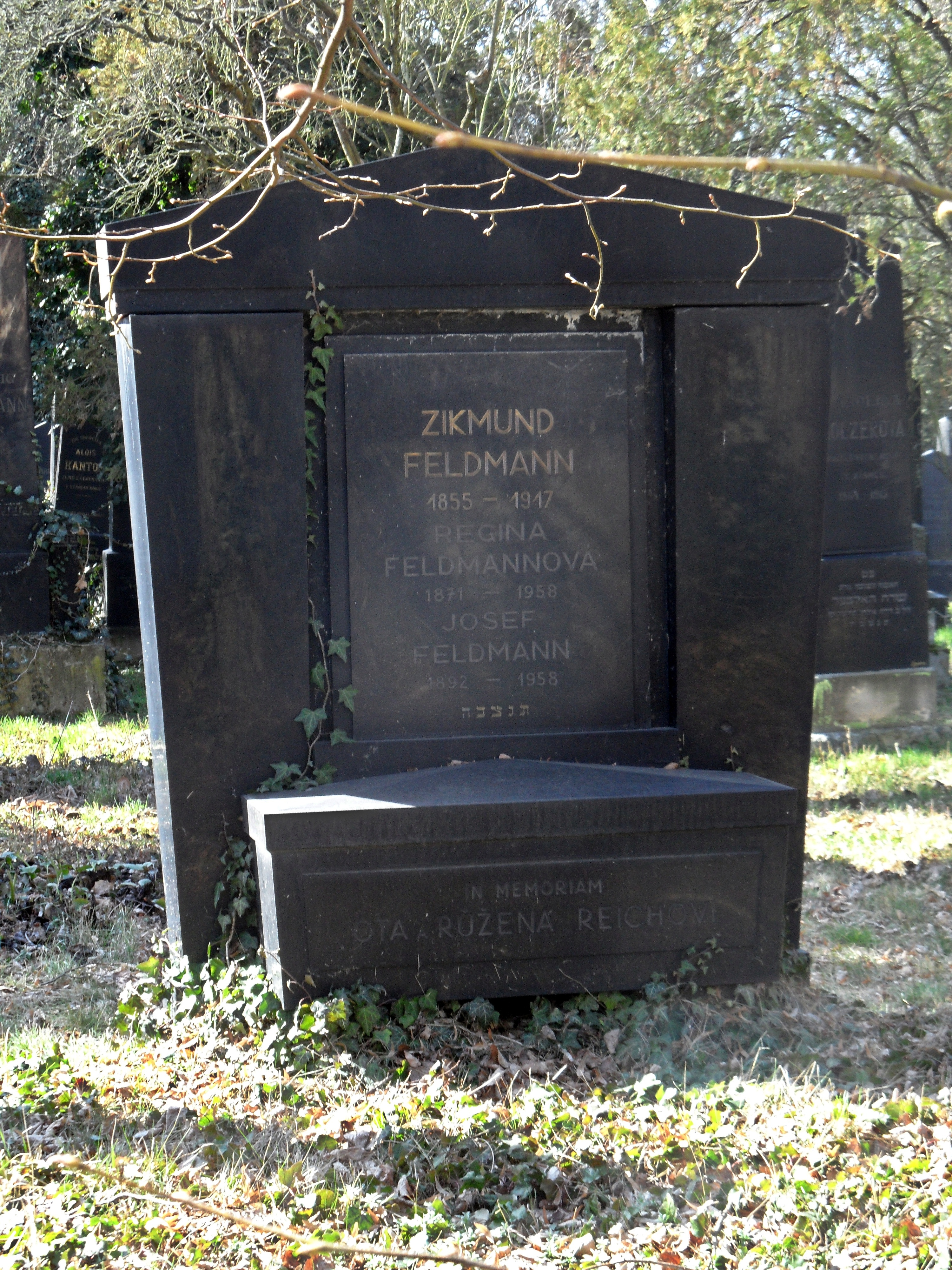
Hrobka rodiny Zikmunda Feldmanna na Novém židovském hřbitově v Kolíně (podle návrhu J. Kotěry)

Zikmund Feldmann zemřel v Kolíně, ve věku téměř 62 let. Byl pochován v rodinné hrobce na Novém židovském hřbitově zbudované podle návrhu architekta Jana Kotěry roku 1921.
Po otcově smrti převzal vedení rodinné firmy syn Josef Feldmann (1892–1958), firma pak zanikla roku 1931.
Dcera Růžena (1893–1944) zahynula i s manželem Ottou Reichem (1888–1944) v koncentračním táboře Osvětim.